# Burkhard Wildermuth
Burkhard Wildermuth (* 20. Januar 1928 in Berlin; † 28. Februar 2012 in Tübingen) war ein deutscher Basketballfunktionär. Er war vor allem mit Tübingen, wo er hauptsächlich wohnte, und mit Heidelberg verbunden.

## Laufbahn
Wildermuth, Urenkel der Schriftstellerin Ottilie Wildermuth, Enkel des Psychiaters Hermann Wildermuth und Sohn des Politikers Eberhard Wildermuth, wurde 1952 Mitglied des SV 03 Tübingen, er gründete die Basketballabteilung des Vereins. Nach dem Jurastudium, das er mit der Dissertation Der Preisgabevergleich nach der Vergleichsordnung vom 26. Februar 1935 1956 an der Universität Tübingen abgeschlossen hatte, war er Mitglied des USC Heidelberg. Als Trainer betreute er den USC Mainz, von 1965 bis 1983 war Wildermuth Spielleiter der Basketball-Bundesliga, in identischer Funktion war er auch für den Spielbetrieb der Süddeutschen Jugendmeisterschaften verantwortlich. 1972 wurde der Rechtsanwalt erster Präsident des Basketballverbandes Baden-Württemberg (BBW) bei dessen Gründung am 11. Juni. Er blieb bis 1984 BBW-Vorsitzender. Anlässlich des Endes seiner Amtszeit wurde ihm die Ehrenpräsidentschaft des Verbandes zuteil.
Beim Deutschen Basketball-Bund (DBB) engagierte sich Wildermuth insbesondere zugunsten des Nachwuchses, war DBB-Jugendsekretär und saß als Vizepräsident im Vorstand. 1994 wurde ihm die Ehrenmitgliedschaft des Deutschen Basketball-Bundes verliehen. Mehr als 30 Jahre war er Mitorganisator des Albert-Schweitzer-Turnieres, seit 2006 wird der talentierteste Spieler des Turniers mit dem „Burkhard-Wildermuth-Preis“ ausgezeichnet. Er war zudem auf zahlreichen Reisen von deutschen Jugend-Nationalmannschaften als Delegationsleiter im Einsatz. Als Geschäftsführer leitete er ab 1995 die Geschicke der Basketball-Werbe-Agentur GmbH (BWA), der Vermarktungsgesellschaft des Deutschen Basketball-Bundes, und hatte diesen Posten bis 2001 inne.
Im Juli 1983 wurde Wildermuth, der sich neben seinem Engagement im Basketballsport für SOS-Kinderdörfer unter anderem in Sri Lanka, Thailand und auf den Philippinen einsetzte, das Verdienstkreuz am Bande des Verdienstordens der Bundesrepublik Deutschland verliehen.
Im April 2014 wurde in Heidelberg erstmals das „Burkhard-Wildermuth-Camp“ als Sichtungsveranstaltung für die deutsche U15-Nationalmannschaft ausgetragen.
Er war seit 1949 Mitglied der Akademischen Gesellschaft Stuttgardia Tübingen.